# Henriette Goussikindey
Henriette Goussikindey, dit Sœur Marie Henriette Goussikindey, née le 18 mai 1968 au Cameroun, est une religieuse et artiste plasticienne.

## Biographie

### Origines et Formation
Marie Henriette Goussikindey nait le 18 mai 1968 au Cameroun,,,. En 1993, elle obtient son diplôme en Arts plastiques à Mbalmayo, au Cameroun. Elle se spécialise, par la suite, en design graphique grâce à des stages au Canada.
En 1998, elle complète sa formation dans un institut des beaux-arts au Cameroun pendant quatre ans.

### Carrière
En 2005, le célèbre directeur artistique Ousmane Aledji la répère et lui propose de présenter une exposition qu'elle réussit à travers la vente d'une dizaine de tableaux à la fin.

## Distinctions
2015: Trophée Femme de l’Art 2015 au Bénin.
Palme « CARDINAL GANTIN pour la Paix

## Exposition
2014 : Maison Rouge, Cotonou
2012 : Performance de peinture pour "Canada en lumière", Montréal, Canada
2011 : Musée finlandais, Villa Karo, Grand Popo, Bénin
2010 : Artistik Africa, Cotonou